# Vaughn Monroe
Vaughn Monroe (Akron, 7 oktober 1911 - Stuart, 21 mei 1973) was een Amerikaans zanger. Hij was wekelijks met zijn bigband op de radio te horen. Meer dan vijftig van singles belandden in de Billboard-lijsten, waarvan negen op nummer 1 en vijfentwintig bij de eerste tien. Tot zijn bekendste liedjes horen Let It Snow! en Riders in the sky. Verder acteerde hij in enkele films en series en presenteerde hij een eigen tv-show.

## Biografie
Monroe werd geboren in Ohio en verhuisde als kind naar Wisconsin. Zijn muzikale aandacht ging vooral uit naar trompet spelen en het was een gekoesterde droom om ooit operazanger te worden. De Grote Depressie van de jaren dertig liet financieel echter geen ruimte om een carrière als operazanger na te streven. Wel slaagde hij erin toe te treden als zanger in territory bands, allereerst in een band onder leiding van Austin Wylie, vervolgens bij Larry Funk waar Monroe zijn platendebuut kende en daarna bij Jack Marshand in Boston.
Hier formeerde hij zijn eerste eigen orkest. De single There I go was in 1940 zijn eerste hit en, ondanks dat de sound zelfs voor die tijd nogal mak was, werd zijn orkest nog hetzelfde jaar uitgeroepen tot de Top collegeband van het jaar.
In de jaren erop bracht hij meer dan vijftig singles uit, waaronder Racing with the moon in 1941, dat weliswaar een kleine hit was maar jarenlang zijn herkenningsmelodie werd. Negen singles belandden op nummer 1 en vijfentwintig bij de eerste tien. Zijn meest succesvolle jaren beleefde hij tussen 1945 en 1950; alleen al in 1944 verkocht hij vijf miljoen platen. Zijn grootste hits waren Ballerina en Riders in the sky.

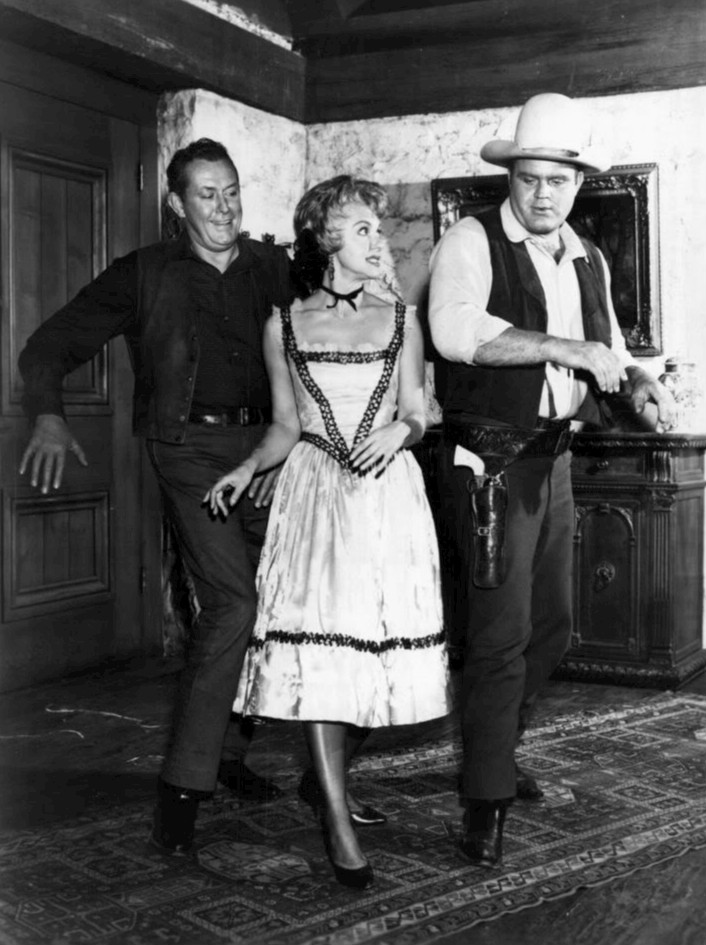
Monroe met Susie Scott en Dan Blocker in Bonanza, 1962

Elke zondag was hij met zijn bigband te horen op de radio. Zijn bariton-stemgeluid kreeg bijnamen als (vertaald) De stem met haren op de borst en Oude leren amandelen. Hij werd bekroond met twee tegels op de Hollywood Walk of Fame, met een ster voor zijn opnames en een ster voor zijn radio-uitzendingen. Naar zijn versie van de Riders in the sky werd in 1958 de Nederlandse skiffleband The Skyriders vernoemd.
Begin jaren vijftig probeerde hij voet aan de grond te krijgen in Hollywood in het genre van de  zingende cowboy. Verder dan een enkele rol in een B-film kwam hij echter niet, zoals in Singing Guns (1950) en Toughest Man in Arizona (1952). In 1962 speelde hij nog een rol in een aflevering van de populaire televisieserie Bonanza. Ondertussen had hij in de jaren vijftig meer succes als host van zijn eigen televisieprogramma The Vaughn Monroe Show.
Monroe kreeg twee dochters (1941 en 1944). In 1973 overleed hij kort na een maagoperatie op 61-jarige leeftijd.

## Singles
Hieronder staan singles van Monroe die een Billboard-notering kenden. Hij bracht echter veel meer werk uit dan in deze lijst wordt getoond. Voorbeelden van liedjes die op Wikipedia een lemma hebben, zijn Blue Moon (1945) en Red sails in the sunset (1957).
| Titel                                                 | Billboard-notering | Release         | Aantal weken |
| ----------------------------------------------------- | ------------------ | --------------- | ------------ |
| There I go                                            | 1                  | 1940            | 12           |
| Is it love or is it conscription?                     | 26                 | 1940            | 1            |
| Racing with the moon                                  | 25                 | 1941            | 2            |
| G'bye now                                             | 12                 | 1941            | 2            |
| High on a windy hill                                  | 13                 | 1941            | 3            |
| Yours                                                 | 16                 | 1941            | 2            |
| You're the one                                        | 16                 | 1941            | 4            |
| The worm who loved the little tater bug               | 22                 | 1941            | 1            |
| If it's you                                           | 23                 | 1941            | 1            |
| There'll be some changes made                         | 24                 | 1941            | 1            |
| My devotion                                           | 1                  | 1942            | 14           |
| Tangerine                                             | 11                 | 1942            | 1            |
| Hip hop hooray                                        | 20                 | 1942            | 1            |
| The shrine of Saint Cecilia                           | 21                 | 1942            | 3            |
| Let's get lost                                        | 1                  | 1943            | 14           |
| Three little sisters                                  | 13                 | 1942, mei       | 2            |
| When the lights go on again (all over the world)      | 1                  | 1942, oktober   | 15           |
| The trolley song                                      | 4                  | 1944, december  | 7            |
| The very thought of you                               | 19                 | 1944, december  | 1            |
| There! I've said it again                             | 1                  | 1945, maart     | 29           |
| Rum & Coca-Cola                                       | 8                  | 1945, maart     | 1            |
| Something sentimental                                 | 12                 | 1945, november  | 2            |
| Just a blue serge suit                                | 17                 | 1945, november  | 1            |
| Let it snow! Let it snow! Let it snow!                | 1                  | 1945, december  | 14           |
| Fishin' for the moon                                  | 17                 | 1945, december  | 1            |
| Are these really mine?                                | 12                 | 1946, januari   | 1            |
| Seems like old times                                  | 7                  | 1946, maart     | 5            |
| Who told you that lie?                                | 15                 | 1946, juli      | 3            |
| It's my lazy day                                      | 16                 | 1946, juli      | 2            |
| The things we did last summer                         | 13                 | 1946, november  | 4            |
| You can't see the sun when you're crying              | 21                 | 1947, februari  | 5            |
| Dreams are a dime a dozen                             | 22                 | 1947, juni      | 4            |
| I wish I didn't love you so                           | 2                  | 1947, september | 15           |
| Kokomo, Indiana                                       | 10                 | 1947, oktober   | 1            |
| Ballerina                                             | 1                  | 1947, november  | 22           |
| How soon? (will I be seeing you)                      | 3                  | 1947, november  | 13           |
| You do                                                | 5                  | 1947, november  | 8            |
| In a little book shop                                 | 21                 | 1947, december  | 4            |
| Matinee                                               | 20                 | 1948, januari   | 4            |
| Ev'ry day I love you (just a little bit more)         | 22                 | 1948, januari   | 1            |
| Passing fancy                                         | 24                 | 1948, februari  | 2            |
| Completely yours                                      | 22                 | 1948, maart     | 1            |
| It's the sentimental thing to do                      | 21                 | 1948, mei       | 1            |
| Melody time                                           | 22                 | 1948, mei       | 2            |
| What do I have to do (to make you love me)            | 23                 | 1948, mei       | 1            |
| Blue shadows on the trail                             | 26                 | 1948, mei       | 1            |
| The maharajah of magador                              | 19                 | 1948, juni      | 9            |
| Cool water                                            | 9                  | 1948, juli      | 14           |
| In my dreams                                          | 20                 | 1948, november  | 2            |
| Red roses for a blue lady                             | 3                  | 1949, januari   | 22           |
| Riders in the sky (A cowboy legend)                   | 1                  | 1949, april     | 22           |
| Someday (you'll want me to want you)                  | 1                  | 1949, augustus  | 18           |
| That lucky old sun (just rolls around heaven all day) | 6                  | 1949, september | 17           |
| Mule train                                            | 10                 | 1949, november  | 9            |
| Vieni su (say you love me too)                        | 29                 | 1949, november  | 1            |
| Bamboo                                                | 4                  | 1950, januari   | 7            |
| Thanks, mister florist                                | 20                 | 1950, juli      | 1            |
| On top of old smokey                                  | 8                  | 1951, april     | 16           |
| Sound off (the duckworth chant)                       | 3                  | 1951, april     | 17           |
| Old soldiers never die                                | 7                  | 1951, mei       | 8            |
| Meanderin'                                            | 28                 | 1951, oktober   | 2            |
| Charmaine                                             | 27                 | 1952, januari   | 1            |
| Mountain Laurel                                       | 22                 | 1952, maart     | 1            |
| Lady love                                             | 18                 | 1952, april     | 5            |
| Idaho state fair                                      | 20                 | 1952, mei       | 6            |
| Ruby                                                  | 27                 | 1953, mei       | 1            |
| They were doin' the mambo                             | 7                  | 1954, augustus  | 16           |
| Black denim trousers & motorcycle boots               | 38                 | 1955, november  | 4            |
| Don't go to strangers                                 | 38                 | 1956, januari   | 7            |
| In the middle of the house                            | 11                 | 1956, september | 13           |
| Battle of New Orleans                                 | 87                 | 1959, mei       | 2            |